# 4963 Kanroku
4963 Kanroku (1977 DR1) là một tiểu hành tinh vành đai chính được phát hiện ngày 18 tháng 2 năm 1977 bởi Kosai và Hurukawa ở Đài thiên văn Kiso. Nó được đặt theo tên Gwalleuk, a Korean Buddhist monk from the kingdom thuộc Baekje.